# Shantel Ransom
Shantel Ransom (* 10. Dezember 1968) ist eine ehemalige US-amerikanische Sprinterin.
1991 wurde sie bei den Panamerikanischen Spielen in Havanna Siebte über 200 m.
Von 1987 bis 1991 studierte sie an der University of Toledo.

## Persönliche Bestzeiten
- 200 m: 23,48 s, 1990
  - Halle: 23,57 s, 2. Februar 1991, East Lansing